# Saint-Nicolas-des-Motets
Saint-Nicolas-des-Motets – miejscowość i gmina we Francji, w Regionie Centralnym, w departamencie Indre i Loara.
Według danych na rok 1990 gminę zamieszkiwało 189 osób, a gęstość zaludnienia wynosiła 15 osób/km² (wśród 1842 gmin Regionu Centralnego Saint-Nicolas-des-Motets plasuje się na 950. miejscu pod względem liczby ludności, natomiast pod względem powierzchni na miejscu 1009.).